# Ngày Liên Hợp Quốc
Ngày Liên Hợp Quốc là một ngày kỷ niệm sự thành lập chính thức của Liên Hợp Quốc vào ngày 24 tháng 10 năm 1945. Năm 1947, Đại hội đồng Liên Hợp Quốc tuyên bố ngày 24 tháng 10 là ngày kỷ niệm Hiến chương Liên Hợp Quốc.
Năm 1971, Đại hội đồng Liên Hợp Quốc thông qua một nghị quyết tiếp theo (Nghị quyết 2782 của Liên Hợp Quốc), tuyên bố Ngày Liên Hợp Quốc là ngày lễ quốc tế và đề nghị đưa nó trở thành ngày nghỉ lễ ở tất cả các nước thành viên Liên Hợp Quốc.

## Lịch sử
Ngày 24 tháng 10 năm 1945, ngày Liên Hợp Quốc được phê chuẩn.